# ティップチャック
スラワルーチャイソンクラーム公 ティップチャック は、ラムパーン領主及び、チェットトン家の始祖である。

## 伝記
1730年、ラムパーンで内乱が勃発した。このときティップチャックは猟師であったが、内乱の首謀者であるマハーヨート公を手勢を率い謀殺した。これが元で、ビルマのコンバウン王朝の王から、ラムパーン領主に任命された。
その後、ラムプーンの内乱を治め、晩年は仏法に基づき国を統治したと『チエンマイ年代記』には書かれている。 彼の死後は国主の地位は、チャーイケーオに譲られた。